# Terapia da natureza
A terapia da natureza, às vezes chamada de ecoterapia, terapia florestal, banho de floresta, aterramento, ligação à terra, Shinrin-Yoku ou Sami Lok, é uma prática que descreve um amplo grupo de técnicas ou tratamentos que usam a natureza para melhorar a saúde mental ou física.
Passar tempo na natureza traz vários benefícios fisiológicos, como relaxamento e redução do stresse. Além disso, pode melhorar a saúde cardiovascular e diminuir a pressão arterial.

## História
Os cientistas da década de 1950 investigaram as razões pelas quais os humanos escolheram passar tempo na natureza. Existe uma história relativamente recente do termo Shinrin-yoku (森林浴) ou 'banho de floresta' ganhando força como um termo e conceito dentro da cultura americana; o termo 'banho de floresta' e Shrinrin-yoku foi popularizado pela primeira vez no Japão por um homem chamado Tomohide Akiyama, que era o chefe do Ministério Japonês da Agricultura, Silvicultura e Pesca; isto aconteceu em 1982 para encorajar mais pessoas a visitar as florestas.

## Efeitos na saúde

### Humor
A terapia da natureza tem um benefício na redução do stresse e na melhoria do humor de uma pessoa.
A terapia florestal tem sido associada a alguns benefícios fisiológicos, conforme indicado pela neuroimagem e pelo teste psicológico do perfil de estados de humor.

### Stresse e depressão
A interação com a natureza pode diminuir o stresse e a depressão. A terapia florestal pode ajudar no controle do stresse em todas as faixas etárias.
A horticultura social pode ajudar com a depressão e outros problemas de saúde mental, como TSPT, abuso, idosos solitários, viciados em drogas ou álcool, cegos e outras pessoas com necessidades especiais. A terapia da natureza também pode melhorar a autogestão, a autoestima, as relações e competências sociais, a consciência sociopolítica e a empregabilidade. A terapia da natureza pode reduzir a agressão e melhorar as habilidades de relacionamento.

### Outros benefícios possíveis
A terapia da natureza pode ajudar na recuperação médica geral, redução da dor, transtorno de déficit de atenção/hiperatividade, demência, obesidade e deficiência de vitamina D. As interações com os ambientes naturais melhoram as conexões sociais, a administração, o senso de lugar e aumentam a participação ambiental. A conexão com a natureza também aborda necessidades como capacidade intelectual, vínculo emocional, criatividade e imaginação. No geral, parece haver benefícios no tempo gasto na natureza, incluindo memória, flexibilidade cognitiva e controlo da atenção.
Investigações também sugerem que a experiência na natureza na infância é crucial para as crianças nas suas vidas diárias, pois contribui para vários resultados de desenvolvimento e vários domínios do seu bem-estar. Essencialmente, estas experiências também promovem um cuidado intrínseco pela natureza.

## Críticas
Um estudo de revisão sistemática de 2012 apresentou resultados inconclusivos relacionados à metodologia utilizada nos estudos. Passar tempo em florestas demonstrou efeitos positivos na saúde, mas não o suficiente para gerar diretrizes de prática clínica ou demonstrar causalidade. Além disso, existe preocupações por parte dos investigadores que expressam que o tempo passado na natureza como uma forma de terapia regenerativa é altamente pessoal e totalmente imprevisível. A natureza pode ser prejudicada no processo de interação humana.

## Apoio governamental e profissionalização
Na Finlândia, os investigadores recomendam cinco horas por mês na natureza para reduzir a depressão, o alcoolismo e o suicídio. A Coreia do Sul tem um programa de terapia da natureza para bombeiros com transtorno de stresse pós-traumático. Os médicos canadianos também podem “prescrever a natureza” a pacientes com problemas de saúde mental e física, encorajando-os a entrar mais em contacto com a natureza.